# Micha’el Alloni
Micha’el Alloni (hebr. מיכאל אלוני; ur. 30 stycznia 1984 w Tel Awiwie) – izraelski aktor, reżyser, scenarzysta i prezenter telewizyjny.

## Życiorys
Urodził się w Tel Awiwie w świeckiej rodzinie żydowskiej. Jego matka jest prawnikiem, a ojciec księgowym. Podczas służby wojskowej w Siłach Obronnych Izraela służył jako dowódca Gadny w programie szkoleniowym Marwa Korpusu Edukacyjnego.
Studiował aktorstwo w Nissan Nativ Acting Studio w latach 2006–2009. Występował także w wielu kampaniach reklamowych jako model.
Występował w serialu „Sztisel”, filmie „W ciemno” oraz serialu „When Heroes Fly” wyprodukowanym przez grupę medialną Keszet. W kwietniu 2018 roku wygrał nagrodę dla najlepszego serialu na festiwalu serialowym Canneseries. Aloni jest także gospodarzem popularnego reality show The Voice Israel.
W 2021 roku został obsadzony jako Gabriela w serialu „Królowa piękna z Jerozolimy”. W grudniu 2022 roku ogłoszono, że Aloni zagra główną rolę w telewizyjnej adaptacji książki Georgii Hunter „My mieliśmy szczęście”, która opowiada prawdziwą historię życia rodziny Kurców w Polsce który przeżył  Holokaust  .

## Filmografia
| Rok             | Tytuł                       | Rola                                     | Uwagi                                               |
| --------------- | --------------------------- | ---------------------------------------- | --------------------------------------------------- |
| 2005–2007       | Ha-Szminija                 | Adam Halewi                              | serial                                              |
| 2006            | Poza polem widzenia         | Ratownik Tomer                           | Oryginalny tytuł: Lemarit Ain                       |
| 2006            | Ha-Alufa                    | Eddy Franco                              | 2 odcinki                                           |
| 2009            | Ruin                        | Ben                                      |                                                     |
| 2010            | Infiltracja                 | Benny                                    | Oryginalny tytuł: Hitganvut Yehidim                 |
| 2011            | Policjant                   | Nathanael                                | Oryginalny tytuł: Ha-shoter                         |
| 2012            | Tęcza                       |                                          | Film krótkometrażowy Tytuł oryginlny: Keshet B'Anan |
| 2012            | W ciemno                    | Roy Schaffer                             |                                                     |
| 2013            | Miejsce w Niebie            | Frenchie                                 | Oryginalny tytuł: Makom beGan Eden                  |
| 2013-2016, 2020 | Sztisel                     | Akiwa Sztisel                            | serial                                              |
| 2014            | Keep it Cool                | Uri                                      | Film krótkometrażowy                                |
| 2014            | Shovrei Galim               | Noam                                     | 2 odcinki                                           |
| 2016            | Antena                      |                                          | Tytuł oryginalny: Antenna                           |
| 2016            | Lucid                       |                                          | Film krótkometrażowy                                |
| 2017            | Naor's Friends              | Raz Hita                                 | Odcinek 4.10                                        |
| 2017            | Metim LeRega                | Lev Alexander                            | Odcinek # 2.1                                       |
| 2017            | And Then She Arrived        | Dan                                      | Oryginalny tytuł: VeAz Hi Hegiaa                    |
| 2018            | Niewinni                    | Dziennikarz                              | Tytuł oryginalny: Vierges                           |
| 2018            | When Heroes Fly             | Dotan „Himler” Friedman                  | serial                                              |
| 2019            | Szczęśliwe Chwile           | Michael                                  | Postprodukcja                                       |
| 2019            | Nasi Chłopcy                | Itzik                                    | Miniserial                                          |
| 2019-2020       | Greenhouse Academy          | Klient / Jason Osmond (wersja alter ego) | sezony 3 i 4                                        |
| 2021            | Królowa piękna z Jerozolimy | Gabriel Ermoza                           | serial                                              |
| 2021            | Plan A                      | Michael                                  |                                                     |
| 2021            | Sceny z życia małżeńskiego  | Poli                                     | Odcinek 5                                           |
| 2023            | We Were the Lucky Ones      | Selim                                    | Miniserial                                          |